# Chanceaux-près-Loches
Chanceaux-près-Loches é uma comuna francesa na região administrativa do Centro, no departamento Indre-et-Loire. Estende-se por uma área de 14 km². Em 2010 a comuna tinha 131 habitantes (densidade: 9,4 hab./km²).